# 高橋南
高橋南（日语：／ Takahashi Minami */?，1991年4月8日—）是日本女藝人，為女子偶像團體AKB48前成員、和AKB48衍生團體no3b成員，以及AKB48集團第一任總監督。東京都出身，所屬經紀公司為Mama & Son。暱稱為「Takamina」（たかみな）。
2005年以AKB48一期生身分出道，與前田敦子和大島優子同為AKB48起飛期的關鍵人物，在團中經常擔任凝聚成員向心力、以及對外代表發言的角色。2009年出任AKB48第一個分隊「Team A」首任隊長，2012年更獲任命為AKB48集團的「總監督」，即AKB48、SKE48、NMB48、HKT48、JKT48、NGT48、SNH48等AKB48集團旗下各團體的總領隊。2013年首次發行個人單曲，達成個人歌手出道。2016年4月8日，於AKB48劇場舉行自行製作的畢業公演後從AKB48畢業，之後以歌手與節目主持為活動重心。

## 經歷
備註：其他AKB48在籍期間的演藝經歷，詳見「AKB48歷史」條目。

### 2005年－2006年
高橋南在兒時對未來沒有特別的夢想，唱歌僅為興趣，亦沒有想過要成為偶像藝人，萌生參與偶像團體的契機是因母親的建議而開始參加徵選；但其後，因為可以有唱歌機會而開始萌生加入女子組合的想法，並參與多次團體徵選。2005年8月，高橋以中學二年級生之姿，參加「2005 Horipro明日之星紀念甄選」（參加人數52,547人），最後進入決賽的15人名單，但最終落選。該次甄選的審查長恰好為日後擔任AKB48總製作人的秋元康，但秋元康其後表示「並不記得那次徵選的高橋」。此時，已參加7次徵選都失敗的高橋，和母親約定再落選即打消進入藝能界的念頭。
2005年10月，高橋想起當時在Horipro第二次試鏡會門外看到星探們手中拿的AKB48創團甄選傳單，在母親鼓勵之下抱著嘗試最後一次之心情報名該甄選。當月30日，在總人數7,924人中獲選（合格人數24人，即Team A），正式加入AKB48，成為第一期生，而第一期生訓練時期，當時劇場仍未蓋好。據AKB48劇場管理人戸賀崎智信表示，審査獲通過理由是「身高148公分與生日4月8日」。12月7日在記者會上，高橋於新聞媒體前初次登場。
同年12月8日，AKB48劇場開幕，此即為AKB48正式成軍日。高橋亦開始以第一期生身分進行活動，為AKB48創團初期的元老成員之一。一開始台下只有7名觀眾，台上21名表演的團員比觀眾還多。期間劇場曾一度改為「贈票」的方式，高橋南與其他初期成員至街上發送免費票但仍乏人問津，但該時期劇場仍堅持一日三場及假日無休的公演，希望以演出數量取得初步的關注。高橋其後表示，「放學回家仍在記舞步，幾乎沒時間睡覺，用意志力支撐。當時許多第一期的同伴接連退出並回歸學生生活。而自己對於看不到未來的現狀，『不想再繼續』的念頭亦不斷浮現腦海中」（其後東京巨蛋演唱會演唱開場曲者，即是僅存的五名創團生加1.5期生篠田麻里子）。後來，終於以不斷的演出和舞台感染力逐漸在秋葉原傳出口碑，入座率亦開始提升。12月16日，因劇場舞台設備之因無法進行演出，因此在沒有事先通知的情況下即舉行握手會，但僅有50名觀眾參加，當時亦允許與喜歡的成員拍照合影。
2006年2月2日，此時仍屬「獨立製作」的AKB48，發行首張獨立製作CD單曲《櫻花花瓣》，亦是高橋首次擔任center（中心成員），並首度在劇場達成滿座的成績，發展雖然與之前相較逐漸步上了軌道，但於當時仍被視為秋葉原系的「臺灣地下偶像列表」，甚至在發片後欲宣傳單曲卻仍被電視台拒於門外，團名亦常被誤稱為「秋葉原48」，但高橋仍與其他成員固定在劇場演出累積知名度。6月4日，第2張單曲《裙襬飄飄》的發售紀念演唱活動，動員達1,500人。6月9日，高橋南與AKB成員首次在知名電視節目《MUSIC STATION》與《音樂戰士 MUSIC FIGHTER》宣傳單曲。
同年10月25日，高橋為主要演唱成員之一的《想見你》發行，開始從獨立製作躍入主流路線，雖此曲日後成為AKB48成名曲，但當時並未真正受到廣泛矚目。

### 2007年－2010年
2007年7月3日，高橋與同為AKB48第一期生的小嶋陽菜、峯岸南移籍到尾木製作。12月31日，首度以AKB48成員身分於《NHK紅白歌合戰》中登場，但並非以單獨出場，而是因當時「秋葉原系」流行話題之企畫而演出的三組歌手之一，全長僅一分多鐘。
2008年10月，AKB48的單曲《大聲鑽石》發行，在Oricon單曲週榜排名首次達到最高的第3位，组合開始獲得廣泛注目。高橋其後表示，「直到這首歌，才開始有了走紅的感覺」。9月2日，高橋與小嶋陽菜、峯岸南合組衍生子團「no3b」，並於10月主演日本電視台連續劇《Men☆dol ～帥男偶像～》。同年11月26日，該團體發行出道單曲《Relax!》，首週即進入Oricon公信榜第13名。12月23日，高橋達成個人「劇場公演第500場」，為全AKB第一人。
2009年4月起，高橋擔任節目的星期五固定來賓，與半田健人一同探訪昭和時代的名曲，開始將演藝觸角延伸至主持領域，在綜藝節目中的表現亦獲得好感。4月2日起，高橋以no3b團員的身分擔任每週五《行けば大吉! 週末“華丸”スポット》單元的助理主持人工作。7月8日，高橋在「AKB第一屆單曲總選舉」中獲得第5名，此亦為「神7」之稱由來。8月23日，開始擔任Team A隊長。10月21日，高橋和前田敦子擔任center的單曲《RIVER》發行，首次獲得Oricon週榜冠軍，僅「初動」（發行首週）銷量即超越了此前AKB任何一張單曲的累計銷售量，亦更新了自身的最高銷量紀錄。
2010年2月17日，AKB第15張單曲《櫻花印記》發行，由高橋和前田敦子共同擔任center，此作品打破了女性藝人的初動銷量突破30萬張長達7年的紀錄。其後4月發行的精選輯亦打破「早安少女組。」長達8年的銷售紀錄。5月，單曲《馬尾與髮圈》亦獲週榜冠軍。6月9日，高橋於「AKB第二屆單曲總選舉」中獲得第6名。在7月27日開始的「TeamA 6th Stage「目擊者」」公演中，高橋擁有獨唱曲《愛的加速器》。29日，「目擊者」第二場公演後，幾乎不請假的高橋因過度勞累，唱完安可曲之後回到後臺即昏倒，住院治療兩天後出院。9月21日，AKB48第19張單曲選拔猜拳大會中第一回合猜拳落敗，為首次未入選AKB48單曲選拔。10月，高橋亦擔任其中一個版本的center之單曲《Beginner》發行，此作成為AKB創團以來首支Oricon單曲榜年度冠軍，不滿一個月銷量即達百萬張，此曲現場演唱時，由高橋的手勢來決定該次演出的center成員。

### 2011年－2012年
2011年4月4日，高橋在NMB48劇場的NMB48公演，為自己主持的節目《Mu-Jack》的外景兼出演，並在5月8日，成為近畿小子冠名節目《新堂本兄弟》主持團隊的一份子，並擔任合聲，於首集中與德永英明合唱。6月9日，「AKB第三屆單曲總選舉」中獲得第7名。8月2日，高橋代表AKB48官方首次造訪台灣，將近300名歌迷前往接機，高橋於台北舉辦兩場握手會。12月30日，AKB以單曲《飛翔入手》獲得日本主流音樂中最具權威性的年度音樂獎項日本唱片大賞最高榮譽大獎，亦於各銷量榜、排行榜及廣告支數榜占據多位名次，被大眾媒體稱為「國民偶像團體」。該年，AKB是自1968年以來，首次獨占年度銷量榜前五名的歌手，五張單曲依次為第1名《飛翔入手》（158萬7千張）、第2名《Everyday、髮箍》（158萬7千張）、第3名《風正在吹》（141萬9千張）、第4名《崇尚麻里子》（119萬9千張）、第5名《變成櫻花樹》（107萬9千張）。

2012年2月，因八卦週刊披露高橋母親疑似與15歲未成年少男發生性行爲的負面新聞，雖未經事務所及警方證實，但高橋在個人部落格向歌迷致歉，表示會繼續留在AKB48。6月6日，於「AKB第四屆單曲總選舉」中獲得第6名。8月24日，AKB48初次在東京巨蛋舉辦「AKB48 in TOKYO DOME ～1830m的夢想～」演唱會，達成AKB48當初創團時「上東蛋」的目標，高橋在上台前圍起僅6人的圓陣時即感動落淚。開場由包括高橋等僅存的6位創團成員（原為21名）演唱《PARTY開始了》。第一天演唱會上，由戶賀崎智信宣布「高橋南升任為AKB團體總監督」。而原本自2009年開始擔任的Team A隊長一職，則由篠田麻里子繼任。而高橋則在第二天演唱會上，被環球音樂宣布將為其發行唱片，高橋以「個人歌手」身分出道。

### 2013年－2015年
2013年1月8日，個人出道歌曲《Jane Doe》成為關西電視台由仲間由紀惠主演的連續劇《沙希》之片頭曲。4月1日，個人官方部落格啟用。同月，出道單曲《Jane Doe》正式發行，並在新宿車站廣場舉辦突襲LIVE，共有2,500名觀眾欣賞，並舉辦個人出道單曲《Jane Doe》劇場盤特典MiniLIVE及握手會。6月8日，在「AKB第五屆單曲總選舉」中獲得第8名。12月24日，高橋擔任24小時連續廣播募款節目《RADIO CHARITY MUSICTHON》主持人，並於翌日成功募得5237萬2575日圓。
2014年1月16日，高橋達成個人「劇場公演第700場」。2月24日，於Zepp Tokyo舉辦的「AKB48集團大組閣祭」中宣布續任總監督職位，並且復任Team A隊長，即開始兼任總監督與分隊隊長。6月7日，於「AKB第六屆單曲總選舉」中獲得第9名。9月17日，於「AKB48 Group 猜拳大會2014」中發表入選為第38張單曲選拔成員。
同年12月8日，於AKB48的九週年紀念公演上，身為創團元老級成員的高橋宣布將於2015年12月8日的AKB48創團十週年之時畢業，並指名由橫山由依擔任下任總監督。
2015年4月，在Zepp Tokyo舉行個人演唱會。該月22日，高橋以個人身分和濱崎步等人出任日本法務省矯正支援官。6月6日，最後一次參與總選舉的高橋於「AKB第七屆單曲總選舉」中以137,252票獲得個人最高的第4名，至畢業離團前皆為人氣投票前10名。9月1日，正式卸下Team A分隊隊長職銜。10月3日，高橋以日本法務省初代矯正支援官之身分出席東京看守所座談。
同年10月25日，官方於《Halloween Night》劇場版發行紀念握手簽名會上，公布12月9日發行第42張單曲《紅唇Be My Baby》，並由高橋擔任單獨center。此作亦是高橋繼出道單曲《櫻花花瓣》和《好想見你》後，睽違10年再度單獨擔任center。11月23日，最後一次以AKB48成員的身分參加全國握手會，同時宣布於2016年3月28日在AKB48劇場舉行畢業公演，2月16日至28日的13天內，舉行由高橋企劃、製作的八場《高橋南創作公演》，高橋亦是演出者。

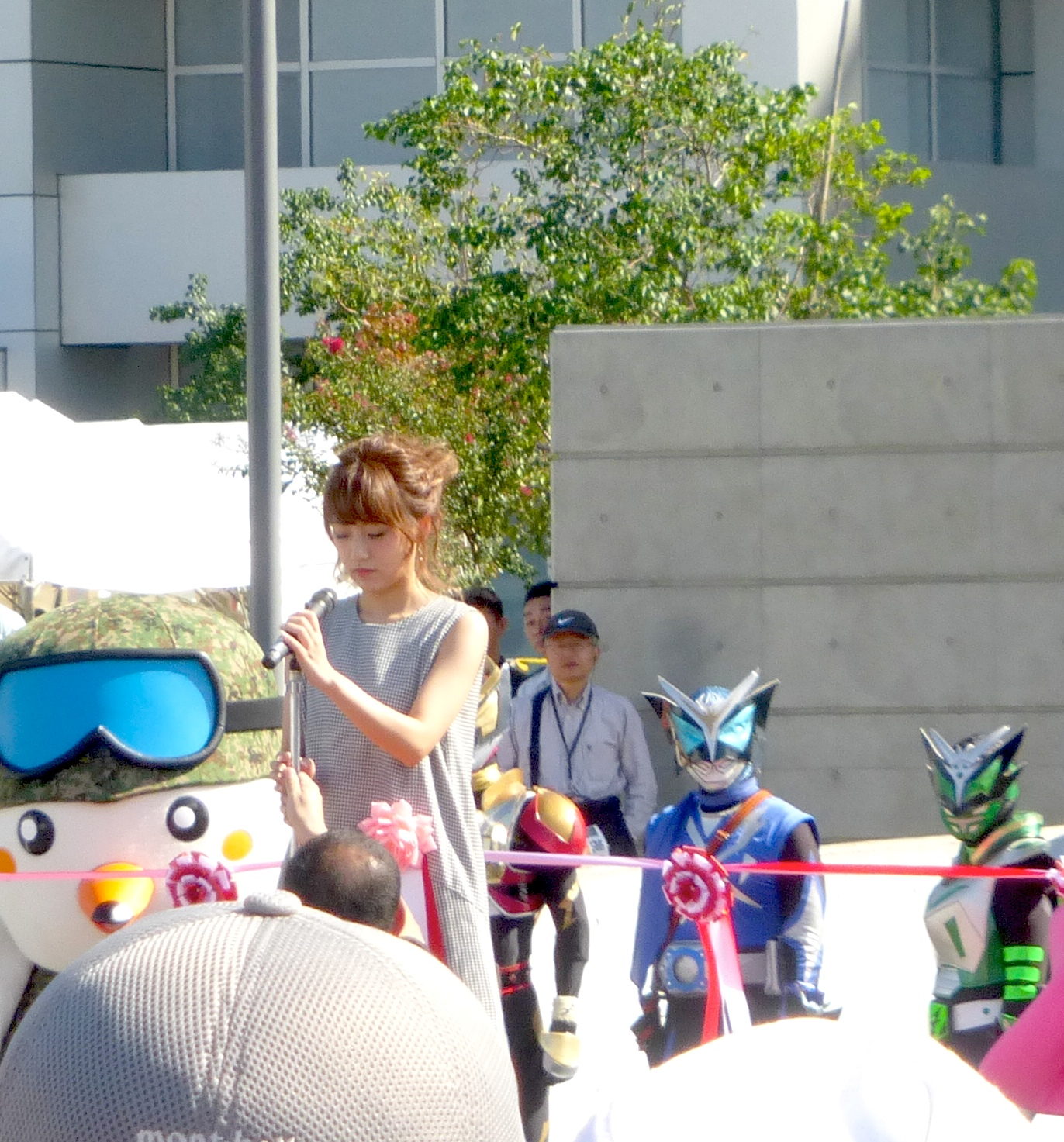
2015年10月3日，以日本法務省初代矯正支援官身分，於東京看守所活動準備致詞的高橋南

2015年12月8日，高橋於AKB48的十週年紀念公演中，正式將總監督職位移交給橫山由依。24日，發行個人著作《Leader論》，敘述10年來帶領大型女生團體的所思所想，初版即突破6萬本，並獲得Oricon公信榜三部門銷售冠軍。
12月31日，高橋最後一次以AKB48成員身分參與NHK紅白歌合戰（第66回），畢業成員前田敦子與大島優子應NHK之提議，突然現身舞台加入演唱，為即將畢業的高橋獻上驚喜，高橋淚灑舞台。

### 2016年－至今
2016年，著作《Leader論》獲得三週共四刷3萬本的佳績；至2016年3月，發行本數破12萬本，並獲政界等各界人士好評。2月，高橋參與政論節目《田勢康弘的週刊新聞新書》，為首位受邀擔任嘉賓的偶像藝人。
2月11日，高橋受邀出席「經濟論壇 2016」並參與特別單元「女性活躍的真相」，與內閣官員、BT JAPAN社長等人對談。同月28日，高橋完成自行擔任製作和演出的8場《高橋南創作公演》。29日，初次成立個人出道11年來的官方歌迷俱樂部，並於4月14日在Zepp Tokyo舉行毕业後的第一場個人演唱會。
3月，高橋踏上新潟NGT48專屬劇場演唱，成為AKB48家族中第一位在日本所有姐妹團專屬劇場皆演出過的成員。同月，因節目《欺凌KO》特別企畫，統整1308件觀眾投稿作品並加上自己填寫的歌詞，譜寫反霸凌歌曲。27日，高橋在橫濱球場舉行畢業演唱會，亦是最後一次以AKB團員身分舉辦演唱會，並現場宣布發行首張個人專輯。
4月，於FM東京主持每週一至週四，兩小時的個人首個冠名帶狀廣播節目《今後，要做什麼？》，以女性工作族群為主要收聽取向。6日，音樂人西川貴教成立「突風公司」，聘請高橋出任特別顧問，以舉辦和地方結合的音樂祭進而活絡區域經濟為主旨，政治經濟評論家森永卓郎評價高橋會是「最理想的社長」。
4月8日，正式自AKB48畢業，在團期間共3,775日。
10月12日，發行個人首張專輯《可以愛嗎？》。16日，舉行100人抽選的限定小型live，並公布於家鄉八王子市首次舉辦個人跨年演唱會。12月，日本放送宣布由高橋南和直木賞作家朝井遼一同主持冠名廣播節目《高橋南與朝井遼 閒談的事》。
2017年1月6日，高橋南於知名媒體《朝日新聞》所進行的民調「言語影響國高中生的名人」榜中名列其一，為日本兩位入榜的藝人之一。3月，高橋和東京都知事小池百合子進行專訪，並受小池之邀，成為「東京未來Vision懇談會」成員之一，與各領域專家和民眾於4月起固定每月召開例會。
2017年7月至9月，舉行個人初次巡迴演唱。
2019年5月1日（令和1年第一天），與大15岁、从事IT行业的男子登記結婚。

## AKB48總選舉
| 屆數         | 名次 | 總票數   |
| ------------ | ---- | -------- |
| 第一屆總選舉 | 5    | 2614票   |
| 第二屆總選舉 | 6    | 17787票  |
| 第三屆總選舉 | 7    | 52790票  |
| 第四屆總選舉 | 6    | 65480票  |
| 第五屆總選舉 | 8    | 68681票  |
| 第六屆總選舉 | 9    | 57388票  |
| 第七屆總選舉 | 4    | 137252票 |

## 人物

### 性格特徵
高橋的家庭成員有母親與一個小5歲的弟弟，單親家庭。家人稱呼高橋「Mii Chan（みぃちゃん）」。而因國中即進團，與前田敦子、板野友美皆改讀函授制的晃陽學園高等學校，為同屆生。
長期以來是AKB48最嬌小的成員，小學五年級至今只長高1公分。在2012年身體檢查為148公分。因主持NHK《欺凌KO》節目，吐露亦因自小身材矮小瘦弱，在學校被霸凌。早期髮型都差不多，幾乎是高馬尾，只是蝴蝶結的差異，常一至兩年不剪髮。至2011年已收藏300個蝴蝶結。2012年5月購物時，因香薰點燃紙袋而使左半邊長髮著火，店員以滅火器救火後警車趕到現場因而上了新聞。當晚因接著有演出，只好被逼剪短頭髮，但仍堅持戴蝴蝶結。
私下隨和傻氣，常被吐槽。後輩川榮李奈：「高橋雖是48 Group總監督但可吐槽的地方太多，反而不會怕她」，亦是團內著名的「冷場王」。
笑點、哭點皆極低，易感溫柔，心思細膩，總是先注意到被冷落的後輩而主動搭話關心。
和AKB團員一起更衣感到尷尬，每次亦一大早即換裝完畢，篠田麻里子笑言曾懷疑高橋是男人。大島優子表示曾私下好奇詢問高橋「（性向）是否是喜歡女生」。不愛穿泳裝，覺得痛苦，表示「若是工作，沒辦法」；在團後期，幾乎沒有高橋的個人泳裝寫真。
公認的責任感極強，不管多早集合，一定提前數小時準備好，前隊友板野友美表示，「從沒看過她遲到」。每次彩排皆全力投入絕不省力。除了因其他工作或住院治療而缺席，從未另請事假或病假（專屬劇場第一位全勤者）。原本性格獨來獨往，不喜歡依賴人，進入AKB之後才逐漸讓旁人分擔。若隨團外地工作，被分配負責早上叫醒同房成員，則前一晚幾乎不敢睡。當天利用車上或休息空檔補眠。起初全團僅有高橋會主動留下來幫工作人員清掃整理休息室，確定回復原狀才收工回家；其後亦影響宮澤佐江等其他後輩。
興趣是做菜（亦收集圍裙）、看少年漫畫（特別是《ONE PIECE》），座右銘「無一物」亦是來自《最遊記》的「不受任何事物束縛，忠於自我的活下去」。對貓過敏，卻愛貓而養著，「愛貓家」。最喜愛的歌手是中森明菜。想瘦就能瘦、哭戲可瞬間落淚的體質。自稱有陰陽眼，主演的單篇電視劇《毛骨悚然撞鬼經驗 夏之特別篇2010》即是取材自高橋自身經驗。視力佳但兩眼有視差，眼睛易累，對美瞳或各種放大片有陰影，僅在拍攝《Beginner》MV戴過一次，平常戴平光眼鏡。會彈吉他。在AKB單曲《GIVE ME FIVE!》中擔任吉他手。
數次登上日本民眾票選的「理想上司榜」，為榜上唯一一位20世代者。

### AKB相關
AKB創團功臣與中心成員。與前田敦子、大島優子、板野友美、小嶋陽菜、篠田麻里子、渡邊麻友為AKB48的「元神七」。進團時自我介紹詞是「我是外表看來有點不良，內心卻是玻璃心的Takamina，高橋南（ ）」，後因「頭髮燃燒事件」，將自介詞改為「燃燒的鬥魂，燃燒的頭髮。我是高橋南（ ）」。
創團之初因人數尚不龐大，無「隊長」編制，最早成立的分隊Team A初期多由折井步領導；隊長編制成立後由高橋擔任（折井離團後，高橋見團隊無人整合導致工作效率低，加上戶島花提議，於是主動帶領）。會注意年紀較小的後輩禮節，認為能力和才華為次要，待人接物為首要，「後輩可以對我不禮貌，但不能對工作人員和外人不禮貌」。
唱歌與跳舞較喜歡前者，一開始連跳步走也不會。堅信勤能補拙，初期通常是最後一個離開排練室，成員亦表示高橋跳舞姿勢很怪，進團時曾因舞步不好被列為「劣等生」，編舞老師曾為了遷就高橋而將舞步簡化，其後經過苦練已能在2小時內將一首歌的舞步掌握上手，為中心成員中公認最快者。比起巨蛋等大型場地，更愛小劇場公演。理由是「有活著的感覺」。常被提及的發言有「不要思考太多比較好，......這樣想是不行的。最終會想著如何逃避」、「上台表演若不夠盡心盡力，就是愧對其他無法上台表演的成員」等，亦為團內許多團員敬佩的對象。
因與同為第一期生的峯岸南同名，團員多稱呼高橋「Takamina」（大島麻衣所取）以區分。峯岸表示因高橋的好性格而變成摯友，高橋表示因正氣真誠性格而最尊敬前成員秋元才加。高橋亦是團內投票「最想嫁的成員」，理由多為「值得依賴、可靠踏實，會做菜」。某時期常和大島優子被搞混，甚至連經紀人都曾認錯，二期生的大島稱高橋為「並肩作戰的唯一戰友」，喜歡吐槽高橋。AKB成員外出吃飯時基本上由年紀最大的人買單（不論資歷），但高橋因身為總監督加上極愛請客，即使有年長成員在場，都是高橋自動買單。
滿19歲時覺得唱早期的歌《好想見你》很尷尬；到20歲時開始覺得「AKB已全團高齡化」。

#### AKB總監督
被視為是「AKB48之心臟」，21歲時升任AKB總監督（實際上為所有海內外姐妹團的 leader），為無給職的編制。高橋為全團公開場合的發言者、負責和公司開會、指揮彩排整隊、帶領圍圓陣精神喊話、設計活動 logo、提醒全團、主持反省會等，是深受秋元康、團員、姐妹團體和工作人員信任依賴的精神支柱，亦是錄製節目時的統一對外窗口，可將幾句話的講稿擴充為20分鐘；大型巡迴演唱會時，數百位團員的走位、上下臺、位置移動時機、換裝時間等未寫在紙面流程表上的細節，皆記在腦中以提醒團員，亦記得他人負責的部分。2008年高橋擔任Team A隊長時期，曾由佐藤由加理短暫代理高橋，帶領圍圓陣精神喊話，但仍不對勁，直到高橋歸隊，其他團員才找回感覺。
甫接任總監督時，總製作人秋元康向高橋表示「要時刻抱持著被討厭的勇氣」，此句話影響高橋甚深。但高橋自言，「進入AKB之前，什麼都做不好、討厭唸書、做什麼都不認真」。觀察力驚人，在AKB專屬刊物撰寫專欄，了解姐妹團成員的特性、優點，包括尚未交談過的後期生。2015年4月到台灣宣傳時，AKB海內外各姐妹團成員已近300人，記者問及身為總監督是否感到壓力大？高橋僅笑言「只是記不得所有人的名字！」曾因AKB巨蛋巡演時團員的表現不佳而自責落淚。
而關於總監督的位置，原本高橋反對讓後輩（繼任者橫山由依）承擔壓力，「老實說這位子很辛苦，想將此編制在自己手中終結，不願讓後輩除了表演之外又要背負這種責任」。但因秋元康以「AKB不能一天沒有leader整合大家，這對橫山也是機會」等理由與其懇談，最終，高橋落淚同意，並第一個向橫山溝通此事，用一年的時間和橫山交接。

### 評價
- 總製作人秋元康：「團裡大家庭的長女，從沒聽過團員和工作人員抱怨她或說討厭她。我唯一沒對她說教過。Leader高橋南就是AKB的化身，AKB就是高橋南」[110][111]。
- 主持人德光和夫：「對AKB成員來說，她就是指引方向的南十字星。沒有高橋南，就沒有AKB」[112]。
- 新聞主播暨評論家田原總一朗：「領導力高，若高橋南當政治家，會做得比安倍晉三好」[113]。
- 紐約洋基投手田中將大：「身肩如大型巡演時200名成員的巨大壓力等，以及發言亦令人深思。非常有人味、真摯」[114]。
- 東京體育報記者：「高橋的拿手技能是站著睡。在高強度且幾近讓人累垮的工作中將椅子讓給團員們休息而自己站著睡，當有其他藝人路過時，高橋也會張開眼睛充滿精神的道『早安！』。恰到好處的扮演著總監督的角色」[115]。
- 前團員大島優子：「做事相當認真，大家都在依賴高橋。平常傻氣天然的性格和認真工作時的開關切換落差很吸引人」[89]。
- 前團員前田敦子：「總是把自己的事擺最後、團員的事優先」[116]。
- 前團員篠田麻里子：「努力家、溫柔、愛照顧人，認識她至今還沒發現她的缺點。AKB的範本，團裡我最尊敬的人」[117]。
- 前團員小嶋陽菜：「可靠率直[118]。所謂『leader』，困難在於不僅要提醒團員，她自己更是能次次以身作則。每次對團內大家說的話都很有道理」[119]。
- 前團員峯岸南：「幾乎後輩的聯絡方式都知道。很確實的關心著後輩。她人太好，反而讓人擔心」[118][119]。
- 前團員橫山由依：「她為了保護快被緊湊行程擊垮的我而和公司吵架。我第一次有了『想成為像她那樣的人』的念頭」[120]。
- 前團員渡邊麻友：「我最尊敬的人。時時把團員擺第一、工作全心投入。自己做不到像她那樣」[121]。
- 前團員指原莉乃：「高橋總是主動關心成員。我移籍至HKT48才發現，實際上很難照顧到這麼多後輩的心情，而她總是能注意到成員情緒的變化，真的很佩服她」[119]。
- 前團員島崎遙香：「很多成員其實苦惱於不擅與人溝通，但只要她在旁邊，就有安心感」[119]。
- 前團員米澤瑠美：「高橋與我是前後輩的關係，在攝影棚內卻總是用敬語主動向我打招呼」[122]。
- 前團員浦野一美：「幾乎所有曲子高橋都不會出錯，而且一定教會其他人。都快沒時間睡覺仍仔細看帶子。雖年紀比我小，還是很崇拜她」[122]。
- 前團員高城亞樹：「我在錄影時得知最愛的爺爺過世，想壓抑心情工作，卻唯一被高橋注意到，她一直在我身邊安慰我」[123]。
- 前團員渡邊美優紀：「AKB常在說『世代交替』，但高橋是唯一無法被取代的。感覺遇不到比她更棒的人了」。

## 個人作品

### 主流單曲
- 2013年4月3日《Jane Doe》（NAYUTAWAVE RECORDS）
- 2017年9月26日《孤獨不會受傷》（EMI RECORDS）

### 專輯
|                             | 發行日                      | 專輯名稱                    | Oricon 週榜最高名次         | 首周銷量                    | 累計銷量                    | 發售形態                    | 版本                        | 產品編號                    | 備註                        |
| EMI RECORDS廠牌（環球音樂） | EMI RECORDS廠牌（環球音樂） | EMI RECORDS廠牌（環球音樂） | EMI RECORDS廠牌（環球音樂） | EMI RECORDS廠牌（環球音樂） | EMI RECORDS廠牌（環球音樂） | EMI RECORDS廠牌（環球音樂） | EMI RECORDS廠牌（環球音樂） | EMI RECORDS廠牌（環球音樂） | EMI RECORDS廠牌（環球音樂） |
| --------------------------- | --------------------------- | --------------------------- | --------------------------- | --------------------------- | --------------------------- | --------------------------- | --------------------------- | --------------------------- | --------------------------- |
| 01st                        | 2016年10月12日              | 可以愛嗎？                  | 第9名                       | 9,987張                     | 9,987張                     | CD+DVD CD                   | 初回限定盤 通常盤           | UPCH-29224 UPCH-20425       |                             |

### 獨唱曲
1. 奇跡總誕生在夜裡（作詞：秋元康，作曲：田辺恵二，編曲：生田真心）
2. 愛的加速器（作詞：秋元康，作曲、編曲：野中雄一（日语：野中“まさ”雄一））
3. 誰來告訴我（作詞：秋元康，作曲：春行，編曲：立山秋航）
4. ペロリとペペロ（作詞：秋元康，作曲：関屋直樹、編曲：野中雄一（日语：野中“まさ”雄一））
5. Still（作詞：秋元康，作曲：藤本貴則，編曲：鳴瀬シュウヘイ）
6. 束手無策搖籃曲（作詞：秋元康，作曲：横健介，編曲：野中雄一（日语：野中“まさ”雄一））
7. 突然認為事（作詞、作曲：小室哲哉，編曲：ats-）
8. All Of You（作詞：秋元康，作曲：長谷川湊，編曲：Boyz Toyz）

### 作詞
- 《再見的預兆》（サヨナラのサイン）（收錄於星野滿《畢業》專輯）
- 《那片天空》（あの空）（收錄於專輯《可以愛嗎？》）─《欺凌KO》反霸凌特別企畫。與NHK兒童交響樂團合唱
- 《Kiss Miss Kiss》（收錄於專輯《可以愛嗎？》）

## 參與歌曲
註：標註「★」符號者表示該首歌曲有拍攝MV

### 單曲CD
AKB48名義
|              | 發行日期       | 單曲名稱                            | 參與歌曲名稱                        | 名義         | 收錄於        | MV | 備註                          |
| ------------ | -------------- | ----------------------------------- | ----------------------------------- | ------------ | ------------- | -- | ----------------------------- |
| 獨立製作時期 |                |                                     |                                     |              |               |    |                               |
| 01st         | 2006年02月01日 | 櫻花花瓣                            | 櫻花花瓣                            |              |               | ★  | A面曲 出道作品 首次擔任Center |
| 01st         | 2006年02月01日 | 櫻花花瓣                            | Dear my teacher                     | Team A       |               |    |                               |
| 02nd         | 2006年06月07日 | 裙襬飄飄                            | 裙襬飄飄                            |              |               | ★  | A面曲 Center                  |
| 02nd         | 2006年06月07日 | 裙襬飄飄                            | 留在藍天                            | Team A       |               |    |                               |
| 主流市場時期 |                |                                     |                                     |              |               |    |                               |
| 01st         | 2006年10月25日 | 好想見你                            | 好想見你                            |              | 全版本        | ★  | A面曲 Center                  |
| 01st         | 2006年10月25日 | 好想見你                            | 但是…                               | Team A       | 全版本        |    |                               |
| 02nd         | 2007年01月31日 | 制服真礙事                          | 制服真礙事                          |              | 全版本        | ★  | A面曲 Center                  |
| 03rd         | 2007年04月18日 | 曾不屑一顧的愛情                    | 曾不屑一顧的愛情                    |              | 全版本        | ★  | A面曲 Center                  |
| 03rd         | 2007年04月18日 | 曾不屑一顧的愛情                    | 賣淚之少女                          |              | 全版本        |    |                               |
| 04th         | 2007年07月18日 | BINGO!                              | BINGO!                              |              | 全版本        | ★  | A面曲 Center                  |
| 04th         | 2007年07月18日 | BINGO!                              | Only today                          | Team A       | 全版本        |    |                               |
| 05th         | 2007年08月08日 | 我的太陽                            | 我的太陽                            |              | 全版本        | ★  | A面曲                         |
| 05th         | 2007年08月08日 | 我的太陽                            | 未來的果實                          |              | 全版本        |    |                               |
| 06th         | 2007年10月31日 | 妳正在看著夕陽嗎?                   | 妳正在看著夕陽嗎?                   |              | 全版本        | ★  | A面曲                         |
| 06th         | 2007年10月31日 | 妳正在看著夕陽嗎?                   | Viva! Hurricane                     | 向日葵組     | 全版本        |    |                               |
| 06th         | 2007年10月31日 | 妳正在看著夕陽嗎?                   | 妳正在看著夕陽嗎?（向日葵2.0Mix）   |              | 初回限定盤B   |    |                               |
| 07th         | 2008年01月23日 | 浪漫、不需要                        | 浪漫、不需要                        |              | 全版本        | ★  | A面曲                         |
| 07th         | 2008年01月23日 | 浪漫、不需要                        | 愛的毛巾                            | 向日葵組     | 全版本        |    |                               |
| 07th         | 2008年01月23日 | 浪漫、不需要                        | 浪漫、不需要（向日葵2.0Mix）        |              | 初回限定盤B   |    |                               |
| 08th         | 2008年02月27日 | 櫻花花瓣2008                        | 櫻花花瓣2008                        |              | 全版本        | ★  | A面曲                         |
| 08th         | 2008年02月27日 | 櫻花花瓣2008                        | 最後的制服                          |              | 全版本        |    |                               |
| 09th         | 2008年06月13日 | Baby! Baby! Baby!                   | Baby! Baby! Baby!                   |              | 全版本        | ★  | A面曲                         |
| 09th         | 2008年06月13日 | Baby! Baby! Baby!                   | 不要讓夢想死去                      |              | Napster       |    |                               |
| 10th         | 2008年10月22日 | 大聲鑽石                            | 大聲鑽石                            |              | 全版本        | ★  | A面曲                         |
| 10th         | 2008年10月22日 | 大聲鑽石                            | 109                                 | Team A       | 全版本        |    |                               |
| 10th         | 2008年10月22日 | 大聲鑽石                            | 大聲鑽石 (team A ver.)              | Team A       | 通常盤        |    |                               |
| 11th         | 2009年03月04日 | 10年櫻                              | 10年櫻                              |              | 全版本        | ★  | A面曲                         |
| 11th         | 2009年03月04日 | 10年櫻                              | 在櫻花色的天空之下                  |              | 全版本        |    |                               |
| 12th         | 2009年06月24日 | 驚喜的淚水!                         | 驚喜的淚水!                         |              | 全版本        | ★  | A面曲                         |
| 13th         | 2009年08月26日 | Maybe是藉口                         | Maybe是藉口                         |              | 全版本        | ★  | A面曲                         |
| 14th         | 2009年10月21日 | RIVER                               | RIVER                               |              | 全版本        | ★  | A面曲 Center                  |
| 15th         | 2010年02月17日 | 櫻花印記                            | 櫻花印記                            |              | 全版本        | ★  | A面曲 Center                  |
| 15th         | 2010年02月17日 | 櫻花印記                            | 真假搖滾                            |              | 全版本        | ★  |                               |
| 16th         | 2010年05月26日 | 馬尾與髮圈                          | 馬尾與髮圈                          |              | 全版本        | ★  | A面曲 Center                  |
| 16th         | 2010年05月26日 | 馬尾與髮圈                          | 馬路須加學園頂尖藍調                |              | Type B 劇場盤 | ★  |                               |
| 17th         | 2010年08月18日 | 無限重播                            | 無限重播                            |              | 全版本        | ★  | A面曲                         |
| 17th         | 2010年08月18日 | 無限重播                            | 蔬菜姊妹                            | 蔬菜姊妹     | Type A 劇場盤 | ★  |                               |
| 17th         | 2010年08月18日 | 無限重播                            | Lucky Seven                         |              | Type B 劇場盤 | ★  |                               |
| 18th         | 2010年10月27日 | Beginner                            | Beginner                            |              | 全版本        | ★  | A面曲 Center                  |
| 19th         | 2011年12月08日 | 機會的順序                          | 預約的聖誕節                        |              | 全版本        | ★  |                               |
| 19th         | 2011年12月08日 | 機會的順序                          | 與核桃對話                          | Team A       | Type A        | ★  | Center                        |
| 20th         | 2011年02月16日 | 變成櫻花樹                          | 變成櫻花樹                          |              | 全版本        | ★  | A面曲                         |
|              | 2011年04月01日 | 為了誰 -What can I do for someone?- | 為了誰 -What can I do for someone?- |              |               | ★  |                               |
| 21st         | 2011年05月25日 | Everyday、髮箍                      | Everyday、髮箍                      |              | 全版本        | ★  | A面曲                         |
| 21st         | 2011年05月25日 | Everyday、髮箍                      | 現在開始 Wonderland                 |              | 全版本        | ★  |                               |
| 21st         | 2011年05月25日 | Everyday、髮箍                      | 鬥魂                                |              | Type A        | ★  |                               |
| 22nd         | 2011年08月24日 | 飛翔入手                            | 飛翔入手                            |              | 全版本        | ★  | A面曲                         |
| 22nd         | 2011年08月24日 | 飛翔入手                            | 不知不覺的青春                      |              | Type A        | ★  |                               |
| 22nd         | 2011年08月24日 | 飛翔入手                            | 冰淇淋之吻                          |              | Type B        | ★  |                               |
| 22nd         | 2011年08月24日 | 飛翔入手                            | 野菜占卜                            | 蔬菜姊妹2011 | 劇場盤        |    |                               |
| 23rd         | 2011年10月26日 | 風正在吹                            | 風正在吹                            |              | 全版本        | ★  | A面曲                         |
| 24th         | 2011年12月07日 | 崇尚麻里子                          | 耶誕夜                              |              | 全版本        | ★  |                               |
| 24th         | 2011年12月07日 | 崇尚麻里子                          | 鄰人不受傷                          | Team A       | Type A        | ★  |                               |
| 25th         | 2012年02月15日 | GIVE ME FIVE!                       | GIVE ME FIVE!                       |              | 全版本        | ★  | A面曲                         |
| 25th         | 2012年02月15日 | GIVE ME FIVE!                       | 甜蜜&苦澀                           | Selection6   | 全版本        | ★  |                               |
| 26th         | 2012年05月23日 | 仲夏的Sounds good!                  | 仲夏的Sounds good!                  |              | 全版本        | ★  | A面曲                         |
| 26th         | 2012年05月23日 | 仲夏的Sounds good!                  | 給我吧、達令！                      |              | Type A        | ★  |                               |
| 27th         | 2012年08月29日 | 格子花紋                            | 格子花紋                            |              | 全版本        | ★  | A面曲                         |
| 27th         | 2012年08月29日 | 格子花紋                            | 夢河                                |              | Type-A 劇場盤 | ★  |                               |
| 28th         | 2012年10月31日 | UZA                                 | UZA                                 |              | 全版本        | ★  | A面曲                         |
| 28th         | 2012年10月31日 | UZA                                 | 孤獨的星空                          | Team A       | Type A        | ★  |                               |
| 29th         | 2012年12月05日 | 永遠的壓力                          | 最特別的耶誕節                      |              | 全版本        | ★  |                               |
| 30th         | 2013年02月20日 | So long!                            | So long!                            |              | 全版本        | ★  | A面曲                         |
| 30th         | 2013年02月20日 | So long!                            | Ruby                                | Team A       | Type A        | ★  | Center                        |
| 31st         | 2013年05月22日 | 再見自由式                          | 再見自由式                          |              | 全版本        | ★  | A面曲                         |
| 31st         | 2013年05月22日 | 再見自由式                          | 活下去                              | Team A       | Type A        | ★  |                               |
| 31st         | 2013年05月22日 | 再見自由式                          | Haste和Waste                        | BKA48        | Type B        | ★  |                               |
| 32nd         | 2013年08月21日 | 戀愛的幸運餅乾                      | 戀愛的幸運餅乾                      |              | 全版本        | ★  | A面曲                         |
| 32nd         | 2013年08月21日 | 戀愛的幸運餅乾                      | 最後一扇門                          |              | Type B        | ★  |                               |
| 32nd         | 2013年08月21日 | 戀愛的幸運餅乾                      | 不是因為眼淚                        |              | Type B        | ★  |                               |
| 33rd         | 2013年10月30日 | 真心電流                            | 真心電流                            |              | 全版本        | ★  | A面曲                         |
| 33rd         | 2013年10月30日 | 真心電流                            | 倒數KISS                            | Team A       | Type A        | ★  |                               |
| 34th         | 2013年12月11日 | 倘若在梧桐樹什麼的                  | Mosh&Dive                           |              | 全版本        | ★  |                               |
| 34th         | 2013年12月11日 | 倘若在梧桐樹什麼的                  | Party is over                       | AKB48        | Type A        | ★  |                               |
| 35th         | 2014年02月26日 | 勇往直前                            | 勇往直前                            |              | 全版本        | ★  | A面曲                         |
| 36th         | 2014年05月21日 | 拉布拉多獵犬                        | 拉布拉多獵犬                        |              | 全版本        | ★  | A面曲                         |
| 36th         | 2014年05月21日 | 拉布拉多獵犬                        | 你如此任性                          | Team A       | Type A        | ★  |                               |
| 37th         | 2014年08月27日 | 心意告示牌                          | 心意告示牌                          |              | 全版本        | ★  | A面曲                         |
| 38th         | 2014年11月26日 | 希望無限                            | 希望無限                            |              | 全版本        | ★  | A面曲                         |
| 38th         | 2014年11月26日 | 希望無限                            | 順從的Slave                         | Team A       | Type A        | ★  | Center                        |
| 39th         | 2015年03月04日 | Green Flash                         | Green Flash                         |              | 全版本        | ★  | A面曲                         |
| 39th         | 2015年03月04日 | Green Flash                         | 來真的嗎Fight                       |              | Type A        | ★  |                               |
| 39th         | 2015年03月04日 | Green Flash                         | 春光 靠近的夏日                     | AKB48        | Type A        | ★  |                               |
| 39th         | 2015年03月04日 | Green Flash                         | 鞋與傘的故事                        |              | Type N 劇場盤 | ★  | Center                        |
| 40th         | 2015年05月20日 | 我們不戰鬥                          | 我們不戰鬥                          |              | 全版本        | ★  | A面曲                         |
| 40th         | 2015年05月20日 | 我們不戰鬥                          | 加加油小調                          | WONDA選拔    | Type D        | ★  |                               |
| 40th         | 2015年05月20日 | 我們不戰鬥                          | 你的第二章                          |              | Type D        | ★  |                               |
| 40th         | 2015年05月20日 | 我們不戰鬥                          | 相遇之日、離別之日                  | 現總&次期總  | 劇場盤        |    |                               |
| 41st         | 2015年08月26日 | Halloween Night                     | Halloween Night                     |              | 全版本        | ★  | A面曲                         |
| 41st         | 2015年08月26日 | Halloween Night                     | 一步目音頭                          |              | Type C        | ★  |                               |
| 41st         | 2015年08月26日 | Halloween Night                     | 混混機關槍                          |              | Type D        | ★  |                               |
| 41st         | 2015年08月26日 | Halloween Night                     | 群像                                |              | 劇場盤        |    |                               |
| 42nd         | 2015年12月09日 | 紅唇Be My Baby                      | 紅唇Be My Baby                      |              | 全版本        | ★  | A面曲 Center                  |
| 42nd         | 2015年12月09日 | 紅唇Be My Baby                      | 365天的紙飛機                       |              | 全版本        | ★  |                               |
| 42nd         | 2015年12月09日 | 紅唇Be My Baby                      | 溫柔的place                         | Team A       | Type A        | ★  |                               |
| 42nd         | 2015年12月09日 | 紅唇Be My Baby                      | 鼓勵的話                            |              | Type D        | ★  | Center （個人畢業曲）         |
| 43rd         | 2016年03月09日 | 你就是旋律                          | 你就是旋律                          |              | 全版本        | ★  | A面曲                         |
| 66th         | 2025年08月13日 | Oh my pumpkin!                      | Oh my pumpkin!                      |              | 全版本        | ★  | A面曲                         |

### Team Surprise公演單曲
重力共鳴公演
| 公演 | 發行日期       | 公演曲           | 演唱成員                                        | MV | 備註 |
| ---- | -------------- | ---------------- | ----------------------------------------------- | -- | ---- |
| M01  | 2012年09月12日 | 重力共鳴         | Team Surprise                                   | ★  |      |
| M06  | 2012年10月10日 | 1994年的雷鳴     | 小嶋陽菜、篠田麻里子 高橋南、板野友美、大島優子 | ★  |      |
| M08  | 2012年10月24日 | 束手無策搖籃曲   | 高橋南                                          | ★  |      |
| M11  | 2012年11月10日 | 出發的時機       | Team Surprise                                   | ★  |      |
| M12  | 2012年11月17日 | AKB慶典          | Team Surprise                                   | ★  |      |
| M13  | 2013年07月16日 | 你比想像中的更…… | Team Surprise                                   | ★  |      |
| M14  | 2013年08月03日 | 素描像           | 高橋南、指原莉乃                                | ★  |      |

玫瑰的儀式公演
| 公演 | 發行日期       | 公演曲         | 演唱成員                                                                    | MV | 備註   |
| ---- | -------------- | -------------- | --------------------------------------------------------------------------- | -- | ------ |
| M01  | 2014年09月06日 | 眼中倒映的未來 | Team Surprise                                                               | ★  |        |
| M03  | 2014年09月13日 | 如果看見夢想   | 高橋南、板野友美                                                            | ★  |        |
| M07  | 2014年10月11日 | Hell or Heaven | 松井玲奈、高橋南、山本彩                                                    | ★  | Center |
| M12  | 2014年11月15日 | 玫瑰的儀式     | Team Surprise                                                               | ★  |        |
| M13  | 2015年11月02日 | 美麗的狩獵     | Team Surprise                                                               | ★  |        |
| M15  | 2015年11月21日 | 愛之川         | 大島優子、渡邊麻友、柏木由紀、高橋南 篠田麻里子、小嶋陽菜、板野友美、峯岸南 | ★  |        |

### 其他單曲
| 發行日期       | 單曲名稱   | 參與歌曲名稱 | 名義                   | 收錄於                    | MV | 備註                                    |
| -------------- | ---------- | ------------ | ---------------------- | ------------------------- | -- | --------------------------------------- |
| 2010年07月21日 | 心之羽根   | 心之羽根！   | Team Dragon from AKB48 | 全版本                    | ★  |                                         |
| 2010年07月21日 | 心之羽根   | 世界中之雨   | AKB48                  | 全版本                    | ★  |                                         |
| 2012年10月30日 | Sugar Rush | Sugar Rush   | AKB48                  | 《無敵破壞王》 電影原聲帶 | ★  | 《無敵破壞王》在全 球市場放映時的片尾曲 |

### 專輯CD
AKB48名義
|      | 發行日期       | 專輯名稱                     | 參與歌曲名稱            | 名義                    | 收錄於          | 備註             |
| ---- | -------------- | ---------------------------- | ----------------------- | ----------------------- | --------------- | ---------------- |
| 02nd | 2010年04月07日 | 神曲集                       | Baby! Baby! Baby! Baby! |                         | 全版本          |                  |
| 02nd | 2010年04月07日 | 神曲集                       | 你與彩虹與太陽          |                         | 通常盤          |                  |
| 03rd | 2011年06月08日 | 就是在這裡                   | 少女們                  |                         | 全版本          | Center           |
| 03rd | 2011年06月08日 | 就是在這裡                   | Overtake                | Team A                  | 全版本          | Center           |
| 03rd | 2011年06月08日 | 就是在這裡                   | 風的去向                |                         | 全版本          | Center           |
| 03rd | 2011年06月08日 | 就是在這裡                   | 就是在這裡              | AKB48+SKE48+SDN48+NMB48 | 全版本          |                  |
| 04th | 2012年08月15日 | 1830m                        | First Rabbit            |                         | 全版本          |                  |
| 04th | 2012年08月15日 | 1830m                        | Hate                    | Team A                  | 全版本          | Center           |
| 04th | 2012年08月15日 | 1830m                        | 大部份的回憶            |                         | 全版本          | 高橋南、前田敦子 |
| 04th | 2012年08月15日 | 1830m                        | 珍貴的時間              |                         | 通常盤          |                  |
| 04th | 2012年08月15日 | 1830m                        | 溫柔的地圖              |                         | 通常盤          |                  |
| 04th | 2012年08月15日 | 1830m                        | 慢走                    |                         | 通常盤          |                  |
| 04th | 2012年08月15日 | 1830m                        | 藍天 不會寂寞嗎？       | AKB48+SKE48+NMB48+HKT48 | 全版本          |                  |
| 05th | 2014年01月22日 | 未來軌跡                     | After Rain              |                         | Type-A          |                  |
| 05th | 2014年01月22日 | 未來軌跡                     | 欠JJ的東西              |                         | Type-A          | Center           |
| 05th | 2014年01月22日 | 未來軌跡                     | 足以確信的東西          | Team A                  | Type-A          |                  |
| 05th | 2014年01月22日 | 未來軌跡                     | 我會努力                |                         | Type-A          |                  |
| 06th | 2015年01月21日 | 這裡是羅德斯島、在這裡跳吧！ | 愛的存在                |                         | 全版本          | Center           |
| 06th | 2015年01月21日 | 這裡是羅德斯島、在這裡跳吧！ | Oh! Baby!               | Team A                  | Type-A          | Center           |
| 07th | 2015年11月18日 | 0與1之間                     | LOVE ASH                |                         | MILLION SINGLES | 高橋南、山本彩   |
| 07th | 2015年11月18日 | 0與1之間                     | Clap                    | Team A                  | MILLION SINGLES |                  |

### 劇場公演分組曲
| 公演名稱                                 | 參與歌曲名稱   | 備註                             |
| ---------------------------------------- | -------------- | -------------------------------- |
| 元Team A時期                             |                |                                  |
| Team A 1st Stage「PARTY開始了」公演      | 裙襬飄飄       |                                  |
| Team A 1st Stage「PARTY開始了」公演      | 星之溫度       |                                  |
| Team A 2nd Stage「想見你」公演           | 嘆息的人偶     |                                  |
| Team A 2nd Stage「想見你」公演           | 玻璃般的我愛你 |                                  |
| Team A 2nd Stage「想見你」公演           | 從背後緊緊相擁 |                                  |
| Team A 2nd Stage「想見你」公演           | 里約的革命     |                                  |
| Team A 3rd Stage「為了誰」公演           | Bird           | Center                           |
| Team A 3rd Stage「為了誰」公演           | 制服真礙事     | Center                           |
| Team A 4th Stage「正在戀愛中」公演       | 純愛的漸強音   | Center                           |
| 向日葵組 1st Stage「我的太陽」公演       | 暮蟬之戀       |                                  |
| 向日葵組 2nd Stage「不要讓夢想死去」公演 | Bye Bye Bye    |                                  |
| 研究生「正在戀愛中」公演                 | 純愛的漸強音   | 於2008年9月3日擔任宫崎美穗的代演 |
| Team A 5th Stage「戀愛禁止條例」公演     | 戀愛禁止條例   | Center                           |
| Team A 5th Stage「戀愛禁止條例」公演     | 盛夏的聖誕玫瑰 | 中田千智休演時的代演             |
| THEATER G-ROSSO「不要讓夢想死去」公演    | Bye Bye Bye    | 梅田彩佳和中塚智實的代演         |
| 高橋Team A時期                           |                |                                  |
| Team A 6th Stage「目擊者」公演           | 愛的加速器     | Solo                             |
| 篠田・橫山Team A時期                     |                |                                  |
| 篠田Team A「Waiting」公演                | 雨珠鋼琴師     | Center                           |
| 橫山Team A「Waiting」公演                | 記憶的兩難     |                                  |
| 高橋Team A時期                           |                |                                  |
| Team A 7th Stage「戀愛禁止條例」公演     | 傲嬌女生       | Center                           |
| Team A 7th Stage「戀愛禁止條例」公演     | 戀愛禁止條例   | 川榮李奈的代演                   |

### CD未收錄曲
- 《孤独は傷つかない》（作詞：秋元康，作曲：織田哲郎）

## 個人live

### 單場
- 高橋南出道單曲《Jane Doe》發行記念 Special Live（2013年5月6日，パシフィコ横浜 国立大ホール）
- 高橋南〜未来への決起集会〜すべてのことの前夜〜（2015年4月8日，Zepp Tokyo）
- 高橋南〜獨立宣言（2016年4月14日，Zepp Tokyo）
- 高橋南 Secret Live（2016年9月22日，舞濱圓形劇場）
- 高橋南 PREMIUM SHOWCASE LIVE＠COTTON CLUB（2016年10月16日，Cotton Club（日语：コットンクラブ (丸の内)））－100人抽選限定live
- 高橋南 跨年倒數live（2016年12月31日～2017年1月1日，八王子市民會館（日语：八王子市民会館））
- 高橋南 26th Birthday Live 2017❤︎199104080127❤︎26❤︎（2017年4月8日，渋谷CLUB QUATTRO）
- 第54回 富山短期大学 大學祭 學生限定LIVE （2017年10月22日、富山短期大学）
- 高橋南 Birthday Live 2018 (2018 2018年4月15日、EX THEATER ROPPONGI）
- 高橋南 跨年倒數live2018-2019 (2018年12月31日、ヒューリックホール東京)
- 高橋南 Birthday Live 2019（2019年4月8日、渋谷WWW X）

### 巡迴場
- 高橋南 2017 Live House Tour〜跟隨Takamina reborn〜（2017年7月15日～9月25日）
- 高橋みなみ東名阪ツアー〜HEY SAY〜（2018年11月4日 - 11月17日）

## 創作公演
- 高橋南創作公演（2016年2月16日－2月28日，AKB48劇場）－企畫、製作、演出[126]

## 戲劇作品

### 電影
- 傳染歌（2007年8月25日，松竹）－飾演
- 進擊的巨人（2015年，東寶）－飾演 駐紮兵團士兵

### 電視劇
- 第6話、第10話、第11話（2006年，TBS電視台）
- 電車男DELUXE 最後之聖戰（2006年9月23日，富士電視台）
- 第2話（2007年10月25日，TBS電視台）－飾演 少女B
- 齊藤太太（2008年1月9日－3月19日，日本電視台）－飾演
- Men☆dol 〜帥男偶像〜（2008年10月10日，日本電視台）－飾演 （主演）
- （2008年11月8日，朝日電視台）－飾演
- 烏龍派出所 第6話（2009年9月12日，TBS電視台） - 飾演 AKB48
- 馬路須加學園 第5話、第6話、第8話－最終話（2010年2月5日、12日、26日、3月26日，東京電視台）－飾演
- 毛骨悚然撞鬼經驗 夏之特別篇2010 AKB48淨靈全過程「レインコートの女」（2010年8月24日，富士電視台）－飾演 本人（高橋的實際經驗，單篇主演）
- 來自櫻花的信 ～AKB48 各自的畢業故事～（2011年、日本電視台）－飾演
- 馬路須加學園2 第7話－第12話（2010年5月27日－6月10日，東京電視台）－飾演 警部補
- HUNTER～那些女子、賞金獵人～ 第9話（2011年12月6日，關西電視台）－飾演 さおり
- So long ! 第1話（2013年2月11日，日本電視台）－飾演 古賀茜
- 馬路須加學園4（2015年1月20日－3月31日，日本電視台）－飾演
- 馬路須加學園5（2015年8月25日－，日本電視台、Hulu）－飾演 （第1－6話）
- AKB恐怖夜 腎上腺素之夜（2016年1月7日，朝日電視台）－飾演 瞳（單篇主演）[127]

### 舞台劇
- AKB歌劇團「∞・Infinity」（2009年10月30日－11月8日，THEATER G-ROSSO）－飾演 高島麻里亞

### 朗讀劇
- 腎上腺素之夜（2015年10月6日，東京六本木Blue Theater（日语：六本木ブルーシアター））

### 配音
- 電視動畫 七龍珠改 第71話（2010年9月5日，富士電視台）－飾演 被袭击少女
- 韓劇 Happy Ending DVD（2013年6月，JTBC月火劇）－飾演 朴娜盈
- 劇場版 藍色小精靈2（2013年8月16日，東寶）－飾演 小美人Smurfette
- 電視動畫 紙兔ROPE（日语：紙兎ロペ）「紙兎ロペ 〜笑う朝には福来たるってマジっすか!?」（2016年，富士電視台）－飾演 高橋（不定期）
- 電視動畫 哺噗的每日（日语：ぶっぷな毎日）（2017年4月7日－，關西電視台）－飾演 Junior（《Mu-Jack》短篇動畫單元，第4集登場）

### 網路劇
- （2010年7月5日－7月26日，LISMO Channel）－主演 明日香
- （2011年6月3日－，LISMO Channel）－主演 明日香

## 旁白
- もうひとつのAKB48ドキュメンタリー「1ミリ先の未来」《AKB48 一毫米前方的未來》（2011年1月8日，NHK綜合頻道）[128]
- また仲間たちと歌いたい〜中学生をつなぐ「証（あかし）」〜（2011年5月5日，NHK綜合頻道）
- 続・また仲間たちと歌いたい〜中学生をつなぐ「証（あかし）」〜（2011年10月1日，NHK綜合頻道）
- あすへのエネルギー〜アスリートたちのバスタイム〜（2012年5月8日－7月31日，BS朝日）
- 謎の巨大生物を追う～仲間由紀惠 小笠原の海をゆく（2012年6月30日、7月1日，NHK BS Premium）
- 迎向明日（日语：明日へ -支えあおう-） 花は咲く あなたに咲く「きたれ！マグロ漁師～宮城県気仙沼」（2016年5月15日，NHK）
- 心の絆！三世代家族スペシャル2016〜じぃじと ばぁばとパパとママ〜（2016年9月25日，BS日本）
- 紀錄片 日本賞～世界の教育コンテンツ2016～（2016年11月20日，NHK教育台）

## 電視節目

### 進行中
- 欺凌KO（2013年4月12日－，NHK教育頻道）－主持人
- 移居世界祕境日本人好吃驚（日语：世界の村で発見!こんなところに日本人）（2016年4月－，朝日放送）－主持人
- 人生最棒餐廳（日语：人生最高レストラン）（2017年6月17日 - ，TBS電視台） - 不定期出演
- 首都圏情報 ネタドリ!（2018年4月20日 - ，NHK） - MC（與岡田結實交替隔週出演）
- 火力全開大胃王（2018年9月17日 - ，東京電視台） - 主要主持人[129]

### 過去
- AKB1時59分!（2008年1月24日－3月27日，日本電視台)
- AKB0時59分!（2008年4月7日－5月26日、6月30日－9月29日，日本電視台）
- AKB48神TV（2008年7月13日、27日、8月17日、12月24日）
  - Season1（2008年7月13日（開頭部分）、27日、8月17日）
  - 特別節目（2008年12月24日）
  - Season2（2009年7月10日、17日[只有上集的片段]、9月11日[只有訊息片段]）
  - Season3（2009年11月6日、13日）
  - 特別節目〜冬天之國2010〜（2010年3月27日）
  - Season4（2010年7月4日、11日）
  - 特別節目〜尋找澳大利亞的秘寶!〜（2011年11月6日）
- AKBINGO!（2008年10月1日－2016年4月5日）
- おもいッきりDON! 1155（2009年4月3日－10月2日，日本電視台）－「おもいッきりLIVE」週五企劃單元
- 週刊AKB（2009年7月10日－2012年11月30日，東京電視台）
- おもいっきりPON!（2009年10月5日－2010年3月22日，日本電視台）－「いますぐマネシピ 美味しいです」週一企劃單元
- POP（2010年4月2日－2011年3月25日，日本電視台）－星期五
- AKB-級美食家運動場（2011年2月13日，食と旅のフーディーズTV）
- 原來如此！高校（2011年4月21日－2012年3月8日，日本電視台）
- 新堂本兄弟（2011年5月8日－2014年9月28日、2015年1月4日，富士電視台）
- 微妙〜（2011年9月29日、12月15日、12月22日，2012年1月12日－2月2日、2月23日，ひかりTV）
- 微妙〜門 AKB48的真格挑戰（2012年6月29日、8月24日，2013年3月15日、3月22日，ひかりTV）
- 快餐咖啡店伊甸園（2012年10月21日－2013年3月24日，富士電視台）－飾 みなみ
- AKB子兔道場（2012年12月7日－，2014年3月28日，東京電視台）－不定期
- AKB48 SHOW!「（前）總監督說教部屋」（2013年10月12日－，NHK BS Premium）
- 戀愛總選舉（日语：恋愛総選挙）（2014年4月3日－2014年9月25日，富士電視台）
- AKB大調查（2015年3月5日、3月12日，富士電視台）
- 心の絆!旅立ちスペシャル～エール!輝く君の明日のために（2015年3月28日、29日，BS日本）
- 我們反思之夜（日语：僕らが考える夜）（2015年6月11日－9月17日，富士電視台）－不定期嘉賓
- 週三特集　住在世界危險地帶的人們（今 知っておきたい 世界のキケン地帯に住む人々）（2016年2月3日，東京電視台）－主持人、泰國外景
- AKB和××!（2010年7月13日－2016年3月23日，讀賣電視台）－不定期嘉賓
- 有吉AKB共和國（2010年12月23日－2016年3月29日，TBS電視台）－不定期嘉賓
- nextbreak（日语：ネクストブレイク）「ぞろぞろぽつん」（2016年5月12日，日本電視台）－主持人
- 発見！○○な人（2016年6月14日、2017年1月4日，TBS電視台）－主持人
- 第8回AKB48選拔總選舉SP（2016年6月18日，富士電視台）－主持人
- 緊急生放送！AKB48総選挙 延長戦（2016年6月18日，朝日電視台）－主持人
- 未來☆怪獸（日语：ミライ☆モンスター）（2014年4月6日－2016年3月27日，富士電視台）－主持人
- NHK特別企劃「看不見的貧困～被奪走未來的孩子們～」（2017年2月12日，NHK）－主持人
- 金曜イチから（2017年4月7日 - 2018年3月16日，NHK）－主持人（隔週主持）
- チコちゃんに叱られる!（218年10月12日NHK） - 不定期出演（與立川志らく）
- Mu-Jack（2010年7月8日－2018年12月21日，關西電視台）－主持人

### 特別節目
- 第58回NHK紅白歌合戰（2007年）－初次以AKB48成員身分登場
- 24小時電視 「愛心救地球」「誓い〜一番大切な約束」（2008年8月31日，日本電視台）
- 第60回NHK紅白歌合戰（2009年）－驚喜之RIVER! 紅白Remix
- 第61回NHK紅白歌合戰（2010年）－紅白2010 AKB48神曲SP（Beginner、無限重播、馬尾與髮圈）
- 第62回NHK紅白歌合戰（2011年）－AKB48 Special MIX〜加油日本！〜（风正在吹、飞翔入手、Everyday、髮箍）
- 第63回NHK紅白歌合戰（2012年）－AKB48 紅白 2012 SP 〜第2章〜（UZA、格子花紋、仲夏的Sounds good!）
- 第64回NHK紅白歌合戰（2013年）－紅白2013 SP～AKB48 Festival（戀愛的幸運餅乾、無限重播）
- 第65回NHK紅白歌合戰（2014年）－心意告示牌
- 今日焦點（2015年9月9日，NHK）－嘉賓
- 第66回NHK紅白歌合戰（2015年）－AKB48 紅白2015 SP ～10周年記念組曲～（好想見你、飛翔入手、無限重播、戀愛的幸運餅乾）
- 池上彰 2016年日本參議院選舉特別節目（2016年7月11日，東京電視台）

### 對談節目
- 我們的音樂 Our Music（2013年4月19日，富士電視台）─與玉置浩二
- 我們的時代（2015年12月20日，富士電視台）─與前田敦子、指原莉乃
- Music Portrait（日语：ミュージック・ポートレイト）（2016年4月7日、4月21日，NHK）─與西川貴教

## 電台主持

### 進行中
- 高橋南的「今後，要做什麼？」（2016年4月4日 - ，每週一至週四午間，FM東京）
- 高橋南與朝井遼 閒談的事（2017年1月1日 - ，每週日晚間，日本放送）—與朝井遼

### 過去
- COUNTDOWN JAPAN（2006年4月8日、5月27日、6月10日、7月8日、8月5日、9月16日、10月28日、2007年3月24日，FM東京）
- AKB48 喂！明天老時間。（日语：AKB48 明日までもうちょっと。）（2007年10月29日－，文化放送）不定期
- AKB48 今晚不回家（日语：AKB48 今夜は帰らない…）（2008年11月29日－2010年8月16日，CBC電台）
- 高橋南 小嶋陽菜 峯岸南 no3b的All Night Nippon R（日语：オールナイトニッポンR）（2009年11月28日、2010年4月23日，日本放送）
- AKB48的All Night Nippon（日语：AKB48のオールナイトニッポン）（2010年4月9日－2019年3月27日，日本放送）－不定期
- Listen？～Live 4 Life～（日语：リッスン? 〜Live 4 Life〜）（2010年9月7日－28日，文化放送）－9月星期二時段主持人
- Appare（日语：アッパレやってまーす!#水曜日）（2014年4月9日－2016年3月24日，每日放送）－星期三時段主持人（與西川貴教、tetsuya、小林劍道、森崎友紀）
- no3b的「週刊no3部」（2009年10月9日－2016年12月25日，日本放送）—與no3b成員

## 大型典禮主持
- 2011年MTV日本音樂錄影帶大獎（2011年6月25日，幕張展覽館）－與前田敦子、篠田麻里子、大島優子、板野友美、渡邊麻友
- Girls Award 2016 SPRING/SUMMER（2016年4月9日，國立代代木競技場）－與山里亮太
- 歌謠慈善演唱會（日语：歌謡チャリティーコンサート）（2016年4月15日，相模原市立文化會館）－與三宅民夫
- Rockcorps（英语：Rockcorps） 2016（2016年9月3日，福島県営あづま総合体育館）－與山田尚（日语：やまだひさし）
- Girls Award 2016 AUTUMN/WINTER（2016年10月8日，國立代代木競技場）－與山里亮太
- Rockcorps（英语：Rockcorps） 2017（2017年9月2日，幕張展覽館）

## 音樂錄影帶
- JAMIL（日语：ジャミール）《The Rock City Boy》

## 網路限定
- 脳のアンチエイジング「クイズ2:1」（2007年2月1日－28日，OCN）
- ジョシデカ!-女子刑事- ウェビソード（2007年10月1日－，TBSBooBoBOX）
- Yahoo!live對談（2008年6月10日、11月22日，雅虎日本）
- テレビドガッチインタビュー（2012年6月18日）
- 高橋南Leader論講座（2015年12月22日，Niconico直播）
- 畢業寫真日記《写りな、写りな》發售記念talk show（2016年4月5日，Niconico直播）
- 高橋南首張專輯發行特別節目（2016年9月5日，SHOWROOM）

## 個人活動

### 音樂演出
- 2012 LIVE FOR LIFE（日语：リブ・フォー・ライフ美奈子基金）「音楽彩」〜本田美奈子メモリアル〜（2012年11月3日，日本橋三井ホール）
- 第60回早稻田大学稻穗祭（2013年10月30日，大隈講堂）－特別嘉賓
- 2013 LIVE FOR LIFE「音楽彩」〜本田美奈子.メモリアル〜（2013年11月3日，日本橋三井ホール）
- 第61回早稻田大学稻穗祭（2014年10月29日，大隈講堂）－特別嘉賓
- 豪斯登堡音樂祭2016（2016年6月11日，豪斯登堡）－「加油！九州」應援大使
- HTBイチオシ！まつり 2016（2016年8月28日，真駒內屋外競技場（日语：真駒内屋外競技場））
- MUSIC CITY TENJIN（日语：ミュージックシティ天神）（2016年9月25日，福岡市役所西側ふれあい広場）
- 中田康貴 presents OTONOKO（2016年10月2日，石川縣產業展示館 4號館）
- Act Against AIDS（日语：アクト・アゲインスト・エイズ） 2016「THE VARIETY 24」（2016年12月1日，日本武道館）[130]

### 座談會
- MAQUIA×LANCOME 彩妝對談（2012年4月1日，銀座三越）
- 東京優駿（日本ダービー）（2012年5月27日，東京競馬場）－與篠田麻里子、高城亞樹共同主持
- Kaepa Presents 高橋南 脫口秀（2014年2月1日，J-POP CAFE-SHIBUYA）
- 知って、肝炎 in SAGA 2015（2015年5月8日，佐賀縣廳舎）
- 第4回東京看守所矯正展（2015年10月3日、2016年7月30日，東京看守所）－2015年矯正展剪綵及座談、2016年矯正展剪綵
- 平成27年度法の日フェスタ「法教育 in 赤れんが」（2015年10月3日，法務省）
- 《リーダーDive!》〜新しいキャリアにチャレンジする人を応援する〜（2016年6月28日，浜離宮朝日ホール）
- Leader的心得～與學生一同思考未來之領導力～（2016年7月1日，立教大學）－主講人[131]
- 子育て応援団チュウキョ〜くんのすこやかフェスタ2016（2016年10月15日，日本ガイシホール） - DAM CHANNEL名古屋座談會
- 公益社団法人 名古屋青年会議所 10月例会「見つけ出せ！本物のリーダーシップ！！～新たな時代に導くために～」（2016年10月20日，名古屋市公會堂）
- 東京馬拉松週2017 官方活動「フィニッシュエリアを見に行こう！丸の内仲通りイベント」特別座談會（2017年2月25日，丸ビル1階マルキューブ）
- 東京未來Vision懇談會議（2017年3月─，東京都廳）－成員之一，每月召開例會

## 出版品

### 雜誌連載
- JJ（2016年11月22日 - 2017年10月23日，光文社） - 「煩惱解答」專欄

### 著作
- Leader論（2015年12月24日，講談社）ISBN 978-4062198967
- たかみな日めくり　努力は必ず報われる（2016年10月27日，PHP研究所）ISBN 978-4569832180－個人名言錄日曆[132]

### 寫真書
- B.L.T. U-17 summer（2008年8月7日，東京新聞通信社）
- たかみな（2010年9月22日，講談社）ISBN 4063794903
- 写りな、写りな（2016年2月24日，光文社）

### 年曆
- 2011年年曆（2010年9月30日，ハゴロモ）
- 2012年年曆（2011年11月19日，ハゴロモ）
- 2012年TOKYO DATE年曆（2011年11月29日，ハゴロモ）
- 2013年掛曆（2012年11月30日，ハゴロモ）
- 2013年桌曆（2012年12月7日，ハゴロモ）
- 2014年掛曆、桌曆（2013年12月6日，ハゴロモ）
- 2015年掛曆、桌曆（2014年12月13日，ハゴロモ）

### 宣導DVD
- 日本法務省「網路與人權啟發」DVD（2017年4月）－導讀者

## 代言
- 註：其他CM詳見AKB48的演出列表條目

### 商業廣告
- UHA味覚糖 （2010年）
- H.I.S 旅行社（2010年，2011年）
- Hotto Motto 連鎖便當店（2010年，2011年）
- WONDA 罐裝咖啡飲品（2011年，2012年）
- 家庭教師のトライ（2011年，2012年）
- Hotto Motto 連鎖便當店（2011年）
- 日清 No Border杯麵 （2011年）
- アパマンショップ Net Work （2011年）
- Wii 太鼓の達人（2011年）
- 7-11聖誕節蛋糕廣告 （2011年）
- 7-11龍年集點送水鑽吊飾（台灣）（2011年）
- 7-11情人節巧克力廣告 （2012年）
- Kaepa U.S.A（2012年1月－2014年3月）
  - 「Kaepa Active Sports Campaign」（2012年8月25日－10月31日）
- 新生銀行（2015年10月－）
  - 「ボクはスグって感じ篇」
  - 「自転車でカラオケ篇」
  - 「とことん打ち込めるひと篇」
  - 「ずっと社長が夢篇」
- 高橋書店（日语：高橋書店）「手帳は高橋」2016年手帳（2015年9月－2016年9月）[133]
- 愛眼（日语：愛眼）眼鏡（2016年1月1日－）─與橫山由依、高橋朱里
- AVABEL ONLINE（2016年4月－9月）
- KIRIN 冰結（日语：氷結 (チューハイ)）（2016年4月－6月）─與小林幸子[134]
- DAM CHANNEL（日语：DAMチャンネル）（2016年4月－）─兼第13代主持人
- 麥當勞「日本麥當勞 45週年餐點大復活」(2016年10月－)
- KDDI「Cable Plus電話（日语：ケーブルプラス電話）」（2016年10月－）
- Sony Smart B-Trainer耳機（2016年12月 －）
- アシックス商事「Lady worker『高橋みなみ message篇』」（2017年2月－）
- KIRIN「新しくなった午後紅茶を体験しようキャンペーン」(2018年6月 - 7月)

### 形象大使
- 日本紅十字會廣報（2011年）
- 政府廣報 自殺對策 Gatekeeper（2012年）
- 日本法務省初代矯正支援官（2015年）
- Rockcorps（英语：Rockcorps）（2016年）[135]
- 日本東京都產業勞動局（2016年 -）—見直そう！働き方と休み方「みなおし先生」
  - 「効率・発想力アップ」篇
  - 「ライフ・ワーク・バランス」篇
  - 「介護休暇」篇

## 外部連結
- （日語）高橋南官方粉絲俱樂部 （页面存档备份，存于）
- （日語）尾木製作個人介紹頁
- （日語）Mama & Son個人介紹頁 （页面存档备份，存于）
- （日語）高橋 みなみ （页面存档备份，存于） - 日本環球音樂
- （日語）AKB48個人介紹頁
- （日語）高橋南的X（前Twitter）（2015年9月1日─）
- （日語）高橋南的Instagram帳戶（2017年1月1日─）
- （日語）Cheeky eyes的X（前Twitter）（2016年2月29日─）
- （日語）高橋南的755頁面 （页面存档备份，存于）（2014年9月4日─）
- （日語）高橋南官方LINE BLOG （页面存档备份，存于） （2016年4月7日─）
- （日語）高橋南4meee!BLOG （页面存档备份，存于） （2016年10月4日─）
- （日語）高橋南官方部落格